# 蔵司
蔵司（ぞうし/くらのつかさ）は、日本の律令官制における役所の一つ。後宮十二司の一つであり、令の制度ではその中の最上位であった。女官のみによって構成される。
蔵司の職掌は、神璽、関契（三関の割符）、天皇・皇后の衣服を管理することであった。准位は、尚蔵（定員1名）が正三位、典蔵（定員2名）が従四位、掌蔵（定員4名）が従七位である。この他女孺10名で構成されていた。皇位の象徴である神璽や、兵乱時に重要な関契を管理する職務の重要性から、令の制度では後宮十二司の中でもっとも高い地位を与えられていた。
しかし、天皇に近侍し、内外の奏請と伝宣を行う内侍司の権威が次第に上昇し、蔵司の職務も内侍司によって次第に代行されるようになった。奈良時代から平安時代初期にかけては、尚侍が尚蔵を兼ねる例も多い。また三関は平安時代に入ると機能が低下して廃絶され、平安時代中期以後、神鏡は内侍所のある温明殿に、神璽・神剣は天皇の側近く清涼殿に置かれた。そして、蔵司は村上天皇時代にいたって完全に見えなくなり、内侍司に吸収された。

## 尚蔵
尚蔵（くらのかみ・しょうぞう）は、蔵司の長官（カミ）に相当する。准位は正三位。定員は1名。蔵司の機能低下により、平安時代中期には任命されなくなった。藤原宇比良古（藤原房前の娘、藤原仲麻呂の室）を初め、大野仲仟（藤原永手の室）・阿倍古美奈（藤原良継の室）などが尚侍兼尚蔵に任じられている。また、称徳天皇に近侍した吉備由利が典蔵から尚蔵に昇任した例、淳和天皇の後宮にあった緒継女王が尚蔵に任じられた例もある。